# Louisa Hanoune
Louisa Hanoune (àrab: لويزة حنون, Luwīza Ḥanūn) (Chekfa, Algèria, 7 d'abril de 1954) és la cap del Partit dels Treballadors d'Algèria (PT). El 2004, va esdevenir la primera dona a concórrer a les eleccions presidencials algerianes.
Hanoune va ser empresonada pel govern uns quants cops abans de la legalització dels partits polítics el 1988. Va ser engarjolada després que s'unís a l'Organització de Treballadors Socials Trotskistes, un partit il·legal, el 1981, i un altre cop després dels disturbis de l'octubre del 1988, que van comportar la fi de la llei de partit únic del Front d'Alliberament Nacional (FLN).
Durant la sagnant guerra civil algeriana dels 90, Hanoune va ser una de les poques veus opositores al parlament i, tot i els valors seculars del seu partit, una forta opositora a la política "erradicadora" del govern contra els islamistes. Al gener del 1995 va signar la Plataforma de Sant Egidi junt amb representants d'altres partits de l'oposició —amb la notable inclusió del Front de Salvació Islàmica, el partit radical islamista— la dissolució per decret militar del qual va portar a l'esclat de la guerra civil.
Participà en les eleccions presidencials d'Algèria el 9 de abril de 2009, quedant en segon lloc. Louisa Hanoune presentà un projecte d'abolició de la pena de mort que està essent tractat al Parlament d'Algèria junt amb el seu company Ahmed Ouyahia des de l'estiu de 2008.